# Hệ keo
Hệ keo, còn gọi là hệ phân tán keo, là một hệ thống có hai thể của vật chất, một dạng hỗn hợp ở giữa hỗn hợp đồng nhất và hỗn hợp không đồng nhất.
- Trong một hệ phân tán keo, các giọt nhỏ hay hạt nhỏ của một chất, chất phân tán, được phân tán trong một chất khác, môi trường phân tán.
- Trong một hệ keo cao phân tử, các chất cao phân tử được phân tán trong một trường đồng nhất (môi trường phân tán).

Rất nhiều chất quen thuộc bao gồm cả bơ, sữa, kem sữa, các aerosol (Ví dụ như sương mù, khói sương (tiếng Anh: Smog, kết hợp của từ smoke và fog), khói xe), nhựa đường, mực, sơn, bọt biển đều là hệ keo. Bộ môn nghiên cứu về hệ keo được nhà khoa học người Scotland Thomas Graham mở đầu vào năm 1861.
Các hạt phân tán trong một hệ keo có kích thước từ 0,001 đến 1 micrômét. Một số tài liệu khác định nghĩa là các hạt keo có kích thước không nhìn được bằng kính hiển vi quang học thông thường, tức là các hạt keo có kích thước lớn nhất vào khoảng 0,1 micrômét. Các hệ phân tán với kích thước hạt phân tán nằm trong khoảng này gọi là aerosol keo, nhũ tương keo, bọt keo, huyền phù keo hay hệ phân tán keo. Hệ keo có thể có màu hay mờ đục vì hiệu ứng Tyndall, là sự tán xạ ánh sáng bởi các chất phân tán trong hệ keo.

## Phân loại
Thường các hệ keo được phân loại theo trạng thái vật lý của môi trường phân tán và của các hạt keo:
|                     |      | Chất phân tán                                    | Chất phân tán                                   | Chất phân tán                                      |
| ------------------- | ---- | ------------------------------------------------ | ----------------------------------------------- | -------------------------------------------------- |
| Khí                 | Lỏng | Rắn                                              |                                                 |                                                    |
| Môi trường phân tán | Khí  | Không có: tất cả các khí đều có thể hòa tan được | Aerosol lỏng (khí dung), Ví dụ: Sương mù        | Aerosol rắn, Ví dụ: Bụi, Khói xe                   |
| Môi trường phân tán | Lỏng | Bọt, Ví dụ: Kem sữa đánh đặc                     | Nhũ tương, Ví dụ: Sữa, máu                      | Sol (Dung dịch keo), Ví dụ: Sơn, mực               |
| Môi trường phân tán | Rắn  | Bọt rắn, Ví dụ: Polystyrene, đá bọt              | Gel, Ví dụ: Gelatin, mứt, pho mát, ngọc mắt mèo | Sol rắn (Dung dịch keo rắn), Ví dụ: Thủy tinh Ruby |

Ngoài ra còn có cách phân biệt các hệ keo theo đặc tính tương tác giữa chất phân tán và môi trường phân tán: kỵ nước hay ưa nước.
- Kỵ nước: được đặc trưng bởi tương tác yếu giữa chất phân tán và môi trường phân tán, năng lượng bề mặt lớn. Đây là dạng hệ keo phổ biến.
- Ưa nước: được đặc trưng bởi tương tác mạnh giữa chất phân tán và môi trường phân tán, làm giảm năng lượng bề mặt.

## Tương tác giữa những hạt keo
Các hạt keo thường có kích thước lớn nên không bị tác động của hiệu ứng lượng tử. Mặc dầu vậy chúng đủ nhỏ để có thể bị tác động bởi các chuyển động nhiệt trong hệ keo.
Các lực sau đây đóng vai trò quan trọng trong tương tác giữa những hạt keo:
- Lực đẩy hạt rắn: Thường các hạt keo là các chất rắn, vì thế hai hạt keo không thể ở gần nhau hơn là tổng số bán kính của chúng.
- Tương tác tĩnh điện: Hạt keo có thể mang khả năng tích điện. Lực tương tác Coulomb tỉ lệ nghịch với bình phương khoảng cách giữa chúng. Mặc dầu vậy, nếu có hạt phân tán tích điện ngược với hạt keo, chúng sẽ tích tụ chung quanh hạt keo và chắn các lực tương tác này.
- Lực Van der Waals: Nếu chỉ số khúc xạ của các hạt keo khác với chỉ số khúc xạ của môi trường phân tán chúng sẽ bị hút theo thế năng của lực van der Waals tỉ lệ với {\displaystyle r^{-6}}.
- Lực entropy: Theo định luật thứ hai của nhiệt động lực học, một hệ thống có thể đi đến trạng thái có entropy cực đại. Điều này có thể dẫn đến các lực có hiệu quả ngay cả giữa những khối rắn.

## Độ bền
Một hệ keo được gọi là hệ keo bền khi các hạt keo không lắng xuống đáy của môi trường phân tán và không kết dính lại với nhau. Ổn định không gian và ổn định tĩnh điện là hai phương pháp chính để ổn định một hệ keo. Ổn định tĩnh điện dựa trên lực đẩy tương tác giữa những phần tử có cùng điện tích. Các thể khác nhau thường có tính hấp thụ điện khác nhau, vì thế mà tạo thành hai lớp tích điện trên mọi bề mặt. Các hạt keo có kích thước nhỏ dẫn đến tỷ lệ bề mặt rất lớn (so với thể tích của hạt keo) nên hiệu ứng này được tăng cường rất nhiều trong các hệ keo. Trong một hệ keo bền, trọng lượng của chất phân tán rất nhỏ nên lực đẩy của chất lỏng hay động năng không đủ lớn để vượt qua được lực đẩy tĩnh điện giữa các lớp tích điện của môi trường phân tán. Hạt keo có tích điện có thể quan sát thấy bằng cách đưa hệ keo vào một điện trường: tất cả các hạt đều đi về cùng một điện cực và vì thế phải có cùng điện tích.
Sự phá vỡ một hệ keo gọi là đông tụ hay keo tụ, có thể thực hiện bằng cách đun nóng hay cho thêm chất điện phân. Đun nóng sẽ làm tăng vận tốc của các hạt keo, làm cho chúng có đủ năng lượng xuyên qua lớp cản và kết hợp lại với nhau. Vì được lặp lại nhiều lần, các hạt keo lớn đủ để lắng xuống. Chất điện phân được thêm vào sẽ trung hòa các lớp ion trên bề mặt các hạt keo.

## Hệ keo như là mô hình cho nguyên tử
Trong vật lý hệ keo là một hệ mô hình thú vị cho các nguyên tử. Ví dụ như sự kết tinh và chuyển đổi trạng thái đều có thể quan sát được
- Có thể tạo hình tương tác giữa những hạt keo. Vì thế mà có thể mô phỏng được năng lực nguyên tử (tiếng Anh: Atomic potential).
- Hạt keo lớn hơn nguyên tử rất nhiều và vì thế có thể quan sát được bằng kính hiển vi.
- Vì có kích thước lớn nên tốc độ khuếch tán của các hạt keo chậm hơn. Các quá trình như kết tinh, xảy ra khoảng vài picôgiây trong các hệ nguyên tử, đủ chậm để có thể được quan sát một cách chi tiết.
- Hạt keo quá lớn để có thể bị ảnh hưởng bởi các hiệu ứng lượng tử một cách đáng kể, vì thế nên động lực học của chúng dễ hiểu hơn là của các nguyên tử.

## Hệ keo trong sinh vật học
Đầu thế kỷ 20, trước khi enzim học phát triển, hệ keo được xem như là chìa khóa cho các tác dụng của enzim; Ví dụ cho thêm một lượng nhỏ enzim vào một lượng nước sẽ làm thay đổi tính chất của nước, phá hủy chất nền (tiếng Anh: Substrate) đặc trưng của enzim như dung dịch của ATPase phá hủy ATP. Chính sự sống cũng đã có thể được giải thích bằng các tính chất chung của tất cả các chất keo tạo thành một sinh vật. Tất nhiên là từ khi sinh vật học và sinh hóa học phát triển, lý thuyết hệ keo được thay thế bởi lý thuyết cao phân tử, xem enzim như là một tập hợp của nhiều phân tử lớn giống nhau, hoạt động như các bộ máy rất nhỏ, chuyển động tự do giữa những phân tử nước trong dung dịch và hoạt động riêng lẻ trên các chất nền, không bí hiểm hơn một nhà máy chứa đầy những cỗ máy. Tính chất của nước trong hệ keo không bị thay đổi, khác với những thay đổi thẩm thấu đơn giản mà nguyên nhân có thể là sự hiện diện của một chất được hòa tan trong nước.